# Benjamin Markuš
Benjamin Markuš (30 gennaio 2001) è un calciatore sloveno, centrocampista dell'Hartberg.

## Carriera

### Club
Ha giocato nella prima divisione slovena ed in quella austriaca.

### Nazionale
Ha giocato nelle nazionali giovanili slovene Under-16, Under-19 ed Under-21.

## Statistiche

### Presenze e reti nei club
Statistiche aggiornate al 13 ottobre 2023.
| Stagione        | Squadra         | Campionato      | Campionato | Campionato | Coppe nazionali | Coppe nazionali | Coppe nazionali | Coppe continentali | Coppe continentali | Coppe continentali | Altre coppe | Altre coppe | Altre coppe | Totale | Totale |
| Stagione        | Squadra         | Comp            | Pres       | Reti       | Comp            | Pres            | Reti            | Comp               | Pres               | Reti               | Comp        | Pres        | Reti        | Pres   | Reti   |
| --------------- | --------------- | --------------- | ---------- | ---------- | --------------- | --------------- | --------------- | ------------------ | ------------------ | ------------------ | ----------- | ----------- | ----------- | ------ | ------ |
| lug. 2020       | Domžale         | 1.SNL           | 3          | 0          | CS              | -               | -               | -                  | -                  | -                  | -           | -           | -           | 3      | 0      |
| ago.-dic. 2020  | Dob             | 2.SNL           | 12         | 1          | CS              | -               | -               | -                  | -                  | -                  | -           | -           | -           | 12     | 1      |
| gen.-giu. 2021  | Domžale         | 1.SNL           | 15         | 0          | CS              | 3               | 0               | -                  | -                  | -                  | -           | -           | -           | 18     | 0      |
| 2021-2022       | Domžale         | 1.SNL           | 27         | 2          | CS              | 1               | 0               | UECL               | 6                  | 0                  | -           | -           | -           | 34     | 2      |
| 2022-2023       | Domžale         | 1.SNL           | 33         | 0          | CS              | 3               | 1               | -                  | -                  | -                  | -           | -           | -           | 36     | 1      |
| 2023-2024       | Domžale         | 1.SNL           | 9          | 1          | CS              | 0               | 0               | UECL               | 2                  | 0                  | -           | -           | -           | 11     | 1      |
| Totale Domžale  | Totale Domžale  | Totale Domžale  | 87         | 3          |                 | 7               | 1               |                    | 8                  | 0                  |             | -           | -           | 102    | 4      |
| Totale carriera | Totale carriera | Totale carriera | 99         | 4          |                 | 7               | 1               |                    | 8                  | 0                  |             | -           | -           | 114    | 5      |